# Léonard Gianadda
Léonard Gianadda (Martigny, 23 de agosto de 1935 - Martigny, 3 de dezembro de 2023) foi um engenheiro, promotor imobiliário e um mecenas suíço.

## Biografia
Depois dos estudos no Colégio de Saint-Maurice faz várias reportagens fotográficas como independente e cobre em 1956 a nacionalização do Canal do Suez, no Egipto, por Nasser. Em 1957, agora a estudar  na Escola Politécnica Federal de Lausana (EPFL), trabalha como empregado da Televisão Suíça Romanda (TSR) sendo assim o primeiro correspondente da televisão no Valais. Em 1960 obtém no EPFL o diploma de Engenharia civil.
Antes de se vir instalar-se em Martigny, como director de um escritório de engenheiros que desde 1961 construiu mais de 1 000 apartamentos, Léonardo e o seu irmão Pierre fazem uma viagem pela Itália durante quatro meses.

## Fotógrafo
A fotografia teve um papel importante na formação artística de  Léonard Gianadda. Foi nos anos 1950, a sua maneire de expressão artística, e quando cinquenta anos mais tarde a "Médiathèque Valais" retiram de um esquecimento increivel as obras realizadas  por um fotoreporter,  o espanto é enorme. O espanto inicial em breve dá lugar à reavaliação da trajectória do engenheiro-mecenas, e esclarece o que ele fez pela arte posteriormente, ou seja a realização de um percurso artístico que tem raízes na descoberta da arte Italiana de Renascesça durante a viagem que faz nesse país com o seu irmão.
O ano 1957 é importante na carreira do fotoreporter e na sua vida. O TSR pede-lhe para fazer um documentário fotográfico sobre Georges Simenon,  durante a sua estadia em Lausana. Quando o editor do próprio escritor vê o trabalho efectuado, compra-lhe os negativos pelo equivalente ... de um ano de salário como engenheiro! 

## História
Quando preparava, num terreno que lhe pertencia, os alicerces para construir uma casa para arrendar, descobre na Primavera de 1976 os vestígios de um sítio Galo-Romano, o mais antigo desse tipo na Suíça. A 31 de Julho desse ano, o seu irmão Pierre morre num acidente de aviação quando queria prestar socorro a amigos. Muito amigo do seu irmão, a sua morte afecta-o profundamente e decide criar uma fundação para lhe perpetuar a memória. Construí em volta do templo antigo um centro cultural. Assim, a 19 de Novembro de 1978 no dia em que o seu irmão festejaria os 40 anos, foi inaugurado a Fundação Pierre Gianadda. Centro de exposições e de concertos, no parque da fundação encontram-se outros vestígios romanos assim que numerosas esculturas como as de Rodin, Henry Moore, etc., assim como uma fonte decorada por Chagall, ou o Pavilhão Szafran - Philodendrons. 
A sua amabilidade, o prazer da arte e uma grande inteligência tem permitido que muitas das portas de grandes museus do mundo lhe sejam abertas, assim quando soube que a Phillips Collection, de Washington, ia fechar em 2004 paraobras, contactou-os e muito simplesmente disse-lhe que como as obras iriam ser guardadas por uns tempos ele gostaria de apresentar na sua fundação as obras, e foi assim que Martigny, e a Europa inteira, pode ver as obras de uma enorme colecção americana. 
Cada exposição é um verdadeiro acontecimento, mas os enormes sucessos foram; Obras do Museu de Arte de São Paulo - MASP,  Brasil -, Marc Chagall – Entre Ciel et Terre, Picasso et le Cirque,  Henri-Cartier-Bresson, Camille Claudel e Rodin, La pintura francesa do Musei Pouchkine (Moscovo), Monet no Museu Marmottan e nas colecções suíças, Berthe Morisot, etc.

## Distinções
Entre muitas distinções podem-se mencionar:
- 1978 - A rainha Fabíola da Bélgica, remete-lhe uma menção do Prémio europeu do Museu do ano 1976
- 1988 - Comissão de Honra da Sociedade dos amigos do Museu Rodin, em Paris
- 1990 - Cavaleiro da Ordem Nacional do Mérito da República Francesa<, e Comendador da República Italiana
- 1995 - Cavaleiro da Legião de Honra, França
- 1997 - Oficial das Artes e das Letras, França, e membro do Concelho Administrativo do Museu Rodin, Paris
- 2001 - Oficial  da Legião de Honra, França
- 2003 - Membro da Academia das Belas Artes, França
- 2007 - Colucação da 13a escultura numa rotunda de Martigny, de Michel Favre
- 2008 - Trinta anos da fundação
- 2009 - Marcel Imsand oferece a Annette e Léonard Gianadda as 63 fotografias de Maurice Béjart.